# Campionato mondiale per club FIVB 2024 (femminile)
Il campionato mondiale per club FIVB 2024, 17ª edizione dell'omonima competizione femminile di pallavolo, si è svolta dal 17 al 22 dicembre 2024 a Hangzhou, in Cina: al torneo hanno partecipato otto squadre di club e la vittoria finale è andata per la terza volta all'Imoco.

## Regolamento

### Formula
La formula ha previsto:
- Fase a gironi, disputata con girone all'italiana: le prime due classificate di ogni girone hanno acceduto alla fase finale.
- Fase finale, disputata con semifinali, finale per il terzo posto e finale[3].

### Criteri di classifica
Se il risultato finale è stato di 3-0 o 3-1 sono stati assegnati 3 punti alla squadra vincente e 0 a quella sconfitta, se il risultato finale è stato di 3-2 sono stati assegnati 2 punti alla squadra vincente e 1 a quella sconfitta.
L'ordine del posizionamento in classifica è stato definito in base a:
- Numero di partite vinte;
- Punti;
- Ratio dei set vinti/persi;
- Ratio dei punti realizzati/subiti;
- Risultati degli scontri diretti;
- Classifica avulsa.

## Squadre partecipanti
| Squadra              | Qualificazione                              |
| -------------------- | ------------------------------------------- |
| Minas                | 1ª al campionato sudamericano per club 2024 |
| Praia Clube          | 2ª al campionato sudamericano per club 2024 |
| Tianjin              | Squadra organizzatrice                      |
| Zamalek              | 1ª al campionato africano per club 2024     |
| Red Rockets Kawasaki | 1ª al campionato asiatico per club 2024     |
| Imoco                | 1ª in CEV Champions League 2023-24          |
| Pro Victoria         | 2ª in CEV Champions League 2023-24          |
| Ninh Bình            | 2ª al campionato asiatico per club 2024     |

## Torneo

### Fase a gironi
| Girone A     | Girone B             |
| ------------ | -------------------- |
| Minas        | Praia Clube          |
| Tianjin      | Red Rockets Kawasaki |
| Zamalek      | Imoco                |
| Pro Victoria | Ninh Bình            |

#### Girone A

##### Risultati
| 17 dicembre 2024 Yellow Dragon Sports Center, Hangzhou Durata: 1h:04 - Spettatori: 451   | Minas        | 0 - 3 | Pro Victoria | 17-25, 22-25, 25-27 |
| 17 dicembre 2024 Yellow Dragon Sports Center, Hangzhou Durata: 1h:07 - Spettatori: 3 545 | Tianjin      | 3 - 0 | Zamalek      | 25-16, 25-18, 25-15 |
| 18 dicembre 2024 Yellow Dragon Sports Center, Hangzhou Durata: 1h:10 - Spettatori: 265   | Minas        | 3 - 0 | Zamalek      | 25-17, 25-21, 25-14 |
| 18 dicembre 2024 Yellow Dragon Sports Center, Hangzhou Durata: 1h:24 - Spettatori: 1 783 | Tianjin      | 3 - 0 | Pro Victoria | 25-21, 25-22, 25-23 |
| 19 dicembre 2024 Yellow Dragon Sports Center, Hangzhou Durata: 0h:58 - Spettatori: 479   | Pro Victoria | 3 - 0 | Zamalek      | 25-9, 25-13, 25-18  |
| 20 dicembre 2024 Yellow Dragon Sports Center, Hangzhou Durata: 1h:08 - Spettatori: 3 383 | Tianjin      | 3 - 0 | Minas        | 25-19, 25-22, 25-22 |

##### Classifica
| Pos. | Squadra      | Pt | G | V | P | SV | SP | Ratio | PF  | PS  | Ratio |
| ---- | ------------ | -- | - | - | - | -- | -- | ----- | --- | --- | ----- |
| 1.   | Tianjin      | 9  | 3 | 3 | 0 | 9  | 0  | MAX   | 225 | 178 | 1,264 |
| 2.   | Pro Victoria | 6  | 3 | 2 | 1 | 6  | 3  | 2,000 | 218 | 179 | 1,218 |
| 3.   | Minas        | 3  | 3 | 1 | 2 | 3  | 6  | 0,500 | 202 | 204 | 0,990 |
| 4.   | Zamalek      | 0  | 3 | 0 | 3 | 0  | 9  | 0,000 | 141 | 225 | 0,627 |

      Qualificata alle semifinali.

#### Girone B

##### Risultati
| 17 dicembre 2024 Yellow Dragon Sports Center, Hangzhou Durata: 1h:09 - Spettatori: 2 167 | Imoco                | 3 - 0 | Praia Clube          | 25-20, 25-15, 25-15 |
| 17 dicembre 2024 Yellow Dragon Sports Center, Hangzhou Durata: 0h:55 - Spettatori: 2 177 | Red Rockets Kawasaki | 3 - 0 | Ninh Bình            | 25-18, 25-15, 25-13 |
| 18 dicembre 2024 Yellow Dragon Sports Center, Hangzhou Durata: 0h:53 - Spettatori: 749   | Imoco                | 3 - 0 | Ninh Bình            | 25-16, 25-8, 25-15  |
| 18 dicembre 2024 Yellow Dragon Sports Center, Hangzhou Durata: 1h:06 - Spettatori: 305   | Red Rockets Kawasaki | 0 - 3 | Praia Clube          | 17-25, 23-25, 16-25 |
| 19 dicembre 2024 Yellow Dragon Sports Center, Hangzhou Durata: 0h:56 - Spettatori: 194   | Ninh Bình            | 0 - 3 | Praia Clube          | 15-25, 17-25, 12-25 |
| 20 dicembre 2024 Yellow Dragon Sports Center, Hangzhou Durata: 1h:08 - Spettatori: 3 300 | Imoco                | 3 - 0 | Red Rockets Kawasaki | 25-21, 25-20, 25-19 |

##### Classifica
| Pos. | Squadra              | Pt | G | V | P | SV | SP | Ratio | PF  | PS  | Ratio |
| ---- | -------------------- | -- | - | - | - | -- | -- | ----- | --- | --- | ----- |
| 1.   | Imoco                | 9  | 3 | 3 | 0 | 9  | 0  | MAX   | 225 | 149 | 1,510 |
| 2.   | Praia Clube          | 6  | 3 | 2 | 1 | 6  | 3  | 2,000 | 200 | 175 | 1,143 |
| 3.   | Red Rockets Kawasaki | 3  | 3 | 1 | 2 | 3  | 6  | 0,500 | 191 | 196 | 0,974 |
| 4.   | Ninh Bình            | 0  | 3 | 0 | 3 | 0  | 9  | 0,000 | 129 | 225 | 0,573 |

      Qualificata alle semifinali.

### Fase finale
|  | Semifinali | Semifinali   | Semifinali |       |    | Finale          | Finale          | Finale          |  |
|  |            |              |            |       |    |                 |                 |                 |  |
|  | 1A         | Tianjin      | 3          |       |    |                 |                 |                 |  |
|  | 1A         | Tianjin      | 3          |       |    |                 |                 |                 |  |
|  | 2B         | Praia Clube  | 1          |       |    |                 |                 |                 |  |
|  | 2B         | Praia Clube  | 1          |       | 1A | Tianjin         | 0               |                 |  |
|  |            |              |            |       | 1A | Tianjin         | 0               |                 |  |
|  |            |              | 1B         | Imoco | 3  |                 |                 |                 |  |
|  | 1B         | Imoco        | 1B         | Imoco | 3  | 3               |                 |                 |  |
|  | 1B         | Imoco        |            |       |    | 3               |                 |                 |  |
|  | 2A         | Pro Victoria | 0          |       |    | Finale 3º posto | Finale 3º posto | Finale 3º posto |  |
|  | 2A         | Pro Victoria | 0          |       |    |                 |                 |                 |  |
|  |            |              |            |       |    |                 |                 |                 |  |
|  |            |              |            |       |    | 2B              | Praia Clube     | 0               |  |
|  |            |              |            |       |    | 2B              | Praia Clube     | 0               |  |
|  |            |              |            |       |    | 2A              | Pro Victoria    | 3               |  |

#### Semifinali
| 21 dicembre 2024 Yellow Dragon Sports Center, Hangzhou Durata: 1h:51 - Spettatori: 2 886 | Tianjin | 3 - 1 | Praia Clube  | 25-23, 25-21, 24-26, 25-22 |
| 21 dicembre 2024 Yellow Dragon Sports Center, Hangzhou Durata: 1h:09 - Spettatori: 5 559 | Imoco   | 3 - 0 | Pro Victoria | 25-23, 25-14, 25-23        |

#### Finale 3º posto
| 22 dicembre 2024 Yellow Dragon Sports Center, Hangzhou Durata: 1h:04 - Spettatori: 1 581 | Praia Clube | 0 - 3 | Pro Victoria | 23-25, 16-25, 13-25 |

#### Finale
| 22 dicembre 2024 Yellow Dragon Sports Center, Hangzhou Durata: 1h:10 - Spettatori: 6 116 | Tianjin | 0 - 3 | Imoco | 21-25, 15-25, 20-25 |

## Classifica finale
| Pos     | Squadre              |
| ------- | -------------------- |
| Oro     | Imoco                |
| Argento | Tianjin              |
| Bronzo  | Pro Victoria         |
| 4       | Praia Clube          |
| 5       | Minas                |
| 6       | Red Rockets Kawasaki |
| 7       | Zamalek              |
| 8       | Ninh Bình            |

## Premi individuali
| Premio                 | Nome          | Squadra      |
| ---------------------- | ------------- | ------------ |
| MVP                    | Isabelle Haak | Imoco        |
| Miglior palleggiatrice | Joanna Wołosz | Imoco        |
| Miglior opposto        | Isabelle Haak | Imoco        |
| Miglior schiacciatrice | Li Yingying   | Tianjin      |
| Miglior schiacciatrice | Zhu Ting      | Imoco        |
| Miglior centrale       | Hena Kurtagić | Pro Victoria |
| Miglior centrale       | Sarah Fahr    | Imoco        |
| Miglior libero         | Liu Liwen     | Tianjin      |

## Statistiche
| Rendimento individuale | Rendimento individuale | Rendimento individuale | Rendimento individuale |
| Pos.                   | Nome                   | Punti                  | Squadra                |
| ---------------------- | ---------------------- | ---------------------- | ---------------------- |
| 1                      | Li Yingying            | 104                    | Tianjin                |
| 2                      | Paola Egonu            | 89                     | Pro Victoria           |
| 3                      | Isabelle Haak          | 68                     | Imoco                  |
| 4                      | Wang Yizhu             | 65                     | Tianjin                |
| 5                      | Sof'ja Kuznecova       | 64                     | Praia Clube            |

| Attacchi vincenti | Attacchi vincenti | Attacchi vincenti | Attacchi vincenti |
| Pos.              | Nome              | Punti             | Squadra           |
| ----------------- | ----------------- | ----------------- | ----------------- |
| 1                 | Li Yingying       | 97                | Tianjin           |
| 2                 | Paola Egonu       | 69                | Pro Victoria      |
| 3                 | Wang Yizhu        | 59                | Tianjin           |
| 4                 | Isabelle Haak     | 52                | Imoco             |
| 5                 | Sof'ja Kuznecova  | 51                | Praia Clube       |

| Muri vincenti | Muri vincenti     | Muri vincenti | Muri vincenti |
| Pos.          | Nome              | Punti         | Squadra       |
| ------------- | ----------------- | ------------- | ------------- |
| 1             | Hena Kurtagić     | 19            | Pro Victoria  |
| 2             | Adenízia da Silva | 13            | Praia Clube   |
| 2             | Paola Egonu       | 13            | Pro Victoria  |
| 2             | Irina Fetisova    | 13            | Tianjin       |
| 5             | Anna Danesi       | 10            | Pro Victoria  |
| 5             | Sarah Fahr        | 10            | Imoco         |
| 5             | Wang Yuanyuan     | 10            | Tianjin       |

| Battute vincenti | Battute vincenti  | Battute vincenti | Battute vincenti |
| Pos.             | Nome              | Punti            | Squadra          |
| ---------------- | ----------------- | ---------------- | ---------------- |
| 1                | Thaísa de Menezes | 9                | Minas            |
| 2                | Paola Egonu       | 7                | Pro Victoria     |
| 2                | Isabelle Haak     | 7                | Imoco            |
| 4                | Héléna Cazaute    | 5                | Pro Victoria     |
| 4                | Sof'ja Kuznecova  | 5                | Praia Clube      |
| 4                | Alessia Orro      | 5                | Pro Victoria     |
| 4                | Nanami Seki       | 5                | Imoco            |